# Corsica Express Seconda
Le Paros Jet (en grec : Πάρος Τζέτ / Páros Tzét) est un navire à grande vitesse exploité par la société grecque Sea Jets. Construit entre 1995 et 1996 par les chantiers Industrie Navali Meccaniche Affini (INMA) de La Spezia pour le groupe Corsica Ferries sous le nom de Corsica Express II, il est dans un premier temps mis en service juin 1996 sur les lignes entre Nice et la Corse puis transféré sur les lignes au départ de l'Italie à partir de septembre et rebaptisé Corsica Express Seconda. Désarmé en 2010 en raison de son coût d'exploitation très élevé dû à sa consommation et au prix du carburant, il reprend néanmoins du service durant les étés 2012 et 2013 pour la desserte de l'île d'Elbe. Remplacé en 2014 par le Corsica Express Three, il est vendu l'année suivante à la compagnie Sea Jets. Il effectue actuellement des traversées dans l'archipel des Cyclades.

## Histoire

### Origines
En 1993, les navires à grande vitesse sont introduits pour la première fois en Méditerranée par la compagnie publique italienne Tirrenia. Permettant de transporter une centaine de passagers et de véhicules à des vitesses très élevées, cette nouvelle génération de navires ultra-modernes va rapidement séduire les armateurs, au quatre coins du monde, les commandes de navires de ce type s'enchaîne. En 1992 déjà, le groupe Corsica Ferries avait passé commande d'une unité semblable aux navires de Tirrenia au chantier naval Rodriquez. Convaincue du potentiel de ces navires, Corsica Ferries commandera deux sister-ships à son NGV alors que celui-ci n'est pas encore achevé.
La stratégie de la compagnie bastiaise est la mise en place d'un service rapide sur chacun de ses axes. Ainsi, l'armateur prévoit de faire naviguer un NGV entre l'Italie et la Corse et un autre entre le continent et la Sardaigne. Quant au dernier NGV, celui-ci est prévu pour assurer une ligne inédite sur les lignes entre le continent français et la Corse. En effet, la loi votée en 1992 par le parlement européen sur la libéralisation du cabotage dans les eaux européennes et qui sera appliquée dès 1999 encourage Corsica Ferries à s'implanter sur les lignes nationales qui sont jusqu'à présent régies par le monopole du pavillon au profit des compagnies nationales telles que la SNCM et la CMN. La mise en service d'un NGV au départ de Monaco est alors envisagée mais la principauté, souhaitant éviter un afflux de véhicules, refusera d'accueillir la compagnie qui choisira finalement Nice malgré ses coûts portuaires élevés. L'arrivée de Corsica Ferries sur la Côte d'Azur est une première puisqu'il s'agira du premier transporteur privé desservant la Corse depuis le continent mais surtout, le premier à assurer son service sans subventions de l'État français. Pour la première fois également, la SNCM sera directement concurrencée sur une ligne de la continuité territoriale. Afin de débuter l'exploitation de la ligne pour la saison 1996, celle-ci sera assurée dans un premier temps par le deuxième NGV puis par le troisième dès sa mise en service.

### Construction
Le Corsica Express II est mis sur cale le 3 février 1996 aux chantiers Industrie Navali Meccaniche Affini de La Spezia. Ce chantier avait achevé quelques mois plus tôt son sister-ship le Corsica Express à la suite des difficultés financières du chantier naval Rodriquez qui devait initialement construire les trois navires. Ceci aura pour principale conséquence de retarder leur mise en service initialement prévue pour 1995. De type Aquastrada TMV 103, il possède des caractéristiques identiques à celles de son aîné. Après finitions, il est livré en juin 1996 au groupe Corsica Ferries.

### Service

#### Corsica Ferries (1996-2015)
Le Corsica Express II est mis en service en juin 1996 sur les lignes entre Nice et la Corse. L'arrivée de ce navire suscite alors une véritable émulation entre Corsica Ferries et la SNCM sur le thème de la vitesse. En effet, la compagnie publique avait mis en service au départ de Nice un navire à grande vitesse présentant des caractéristiques similaires au Corsica Express II quelques mois auparavant. Conformément à la législation française de cette époque, Corsica Ferries exploite son NGV sous pavillon français.
Remplacé dès le mois de septembre par son sister-ship le Corsica Express III, le navire est affecté à partir de juin 1997 sur les lignes entre l'Italie et la Corse. À cette occasion il passe sous pavillon italien et sera renommé Corsica Express Seconda à l'issue de la saison.
En 1999, les marques commerciales Corsica Ferries et Sardinia Ferries sont fusionnées et apparaissent désormais conjointement sur les flancs du navire.

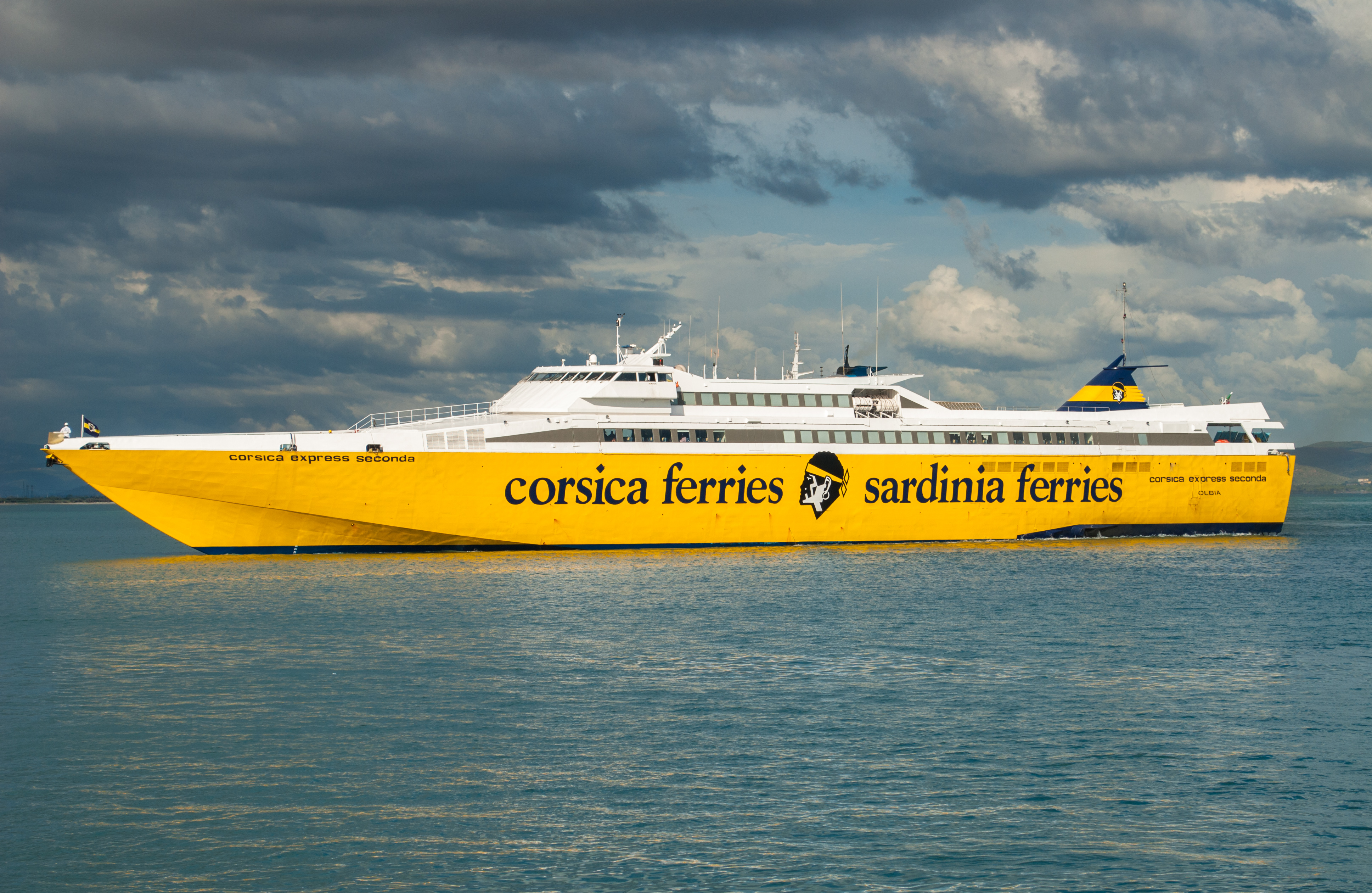
Le Corsica Express Seconda à Piombino.

Durant les années 2000, la hausse du prix du carburant rend l'exploitation des NGV de plus en plus onéreuse. Ainsi, les compagnies diminuent fortement les programmations de ces navires d'année en année. Le Corsica Express Seconda devient le seul NGV exploité sur la Corse par Corsica Ferries à partir de 2007, uniquement en saison estivale.
À l'issue de la saison 2010, le navire est désarmé à Savone aux côtés de ses sister-ships, il n'est pas reconduit la saison suivante.
Le Corsica Express Seconda reprend du service lors de la saison 2012 à l'occasion de la réouverture des lignes de Corsica Ferries entre Piombino et L'île d'Elbe. Malgré des traversées effectuées à vitesse réduite afin de limiter les coûts d'exploitation, le navire est capable d'assurer 7 allers-retours par jour. À partir de 2013, la ligne est même prolongée jusqu'à Bastia.
À l'issue de la saison 2013, le navire est retiré du service puis désarmé à Savone. À compter de la saison 2014, il est remplacé sur les liaisons de l'île d'Elbe par le Corsica Express Three.
En mai 2015, le Corsica Express Seconda est vendu à la société grecque Elmarchio Trading Ltd.

#### Sea Jets (depuis 2015)
Renommé Paros Jet, le navire est affecté aux lignes de la compagnie Sea Jets dans l'archipel des Cyclades en mer Égée durant les saisons estivales.
Au cours de l'année 2017, des problèmes techniques récurrents perturbent son exploitation. Le 2 août, il est pris dans une violente tempête qui l'empêche pendant plusieurs heures d'accoster à Paros mais aussi à Mykonos.
Le 31 août 2018, le navire est affrété par ANEK Lines qui l'emploie quelque temps entre Le Pirée et la Crète en remplacement du car-ferry El. Venizélos victime d'un incendie.
Le 30 juin 2019, il essuie une nouvelle tempête au large de Naxos avec des vents de force 9 sur l'échelle de Beaufort. Malmené par les vagues, le Paros Jet parvient tout de même à résister. La conception de ce navire ne lui permet pas de prendre la mer lorsque les conditions météo sont trop dégradées.

## Aménagements
Le Paros Jet possède 6 ponts. Les installations destinées aux passagers sont situées sur les ponts 4 et 5 tandis que les garages occupent les ponts 1, 2 et 3.
Les passagers sont installés dans un vaste salon fauteuil occupant la totalité du pont 4. Un snack-bar est également présent sur le pont 5.

## Caractéristiques
le Paros Jet mesure 103 mètres de longueur pour 14,50 mètres de largeur, son tonnage est de 3 560 UMS. Le navire a une capacité de 850 passagers et est pourvu d'un garage pouvant contenir 150 véhicules répartis sur trois ponts, le garage est accessible par une porte rampe arrière. La propulsion est assurée par quatre moteurs MTU 20V1163TB73L développant une capacité de 24 000 kW faisant fonctionner deux hydrojets orientables procurant au navire une vitesse de 37 nœuds. Le navire dispose de radeaux de survie gonflables accessibles par toboggans.

## Lignes desservies
À sa mise en service, le Corsica Express II était positionné sur les lignes de la Corse au départ de Nice vers Bastia et Calvi. En juin 1997, il est affecté au départ de l'Italie depuis Gênes vers Bastia. À partir de 1998, Gênes est supplanté par le port voisin de Savone. Durant les années 2000, il desservira Bastia depuis Livourne et Piombino. À partir de la saison 2012, le Corsica Express Seconda est placé entre Piombino et Portoferraio sur l'île d'Elbe. En 2013, il réalise également quelques escales à Bastia.
Depuis 2015, pour le compte de Sea Jets, le navire assure des allers-retours vers différentes îles des Cyclades depuis Rafína vers Paros, Naxos, Mykonos et Tinos. Il a aussi assuré en septembre 2018 le trafic entre Le Pirée et Héraklion sous affrètement par ANEK Lines.

## Navires jumeaux
- Corsica Express Three
- Blue Tsushima, ex-Sardinia Express